# اچ‌دی دی‌وی‌دی
اچ‌دی دی‌وی‌دی (به انگلیسی: HD DVD)، مخفف «دی‌وی‌دی با وضوح/تراکم بالا» (به انگلیسی: High-Definition/Density DVD)، گونه‌ای دیسک نوری است که برای ذخیره داده‌های رایانه‌ای یا ویدیوی اچ‌دی به کار می‌رود. این محصول در رقابت با دیسک بلو-ری توسط شرکت توشیبا عرضه شد و نسخهٔ اول دارای ۱۵ گیگابایت ظرفیت بود که از لحاظ ساختاری تفاوت چندانی با دی‌وی‌دی رایج در بازار نداشت. (برخلاف بلو-ری که از لحاظ ساختاری با دی‌وی‌دی تفاوت زیادی داشت).

## رقابت سونی و توشیبا
دو شرکت سونی و توشیبا هر یک با طرح‌های خود، بر آن بودند تا بازار دیسک را قبضه کنند. توشیبا با «اچ‌دی دی‌وی‌دی» و سونی با «دیسک بلو-ری» به جنگ یکدیگر رفتند. در ابتدا سونی به علت گرانی دیسک‌هایش چندان سود نکرد و بازار از اچ‌دی دی‌وی‌دی بیشتر استقبال کرد. (ظرفیت بلو-ری: ۲۵ و ۵۰ گیگابایت و ظرفیت اچ‌دی: ۱۵ و ۳۰ گیگابایت که البته از لحاظ فضا و ظرفیت هر دو، نیازها را برطرف می‌کردند). عاقبت سونی، کنسول پلی استیشن ۳ را به این تکنولوژی و دیسک بلو-ری مجهز کرد که موجب معروف‌شدن این نوع دیسک شد.